# 长粗毛杜鹃
长粗毛杜鹃（学名：Rhododendron crinigerum）为杜鹃花科杜鹃花属下的一个变种。